# Sundern (Naturschutzgebiet)
Das Sundern ist ein Naturschutzgebiet in der niedersächsischen Stadt Hemmingen in der Region Hannover.

## Beschreibung
Das Naturschutzgebiet mit dem Kennzeichen NSG HA 004 ist 50,4 Hektar groß. Es liegt südlich von Hannover zwischen Hemmingen und Arnum und stellt eine verlandete Flussschleife des Urstromtals der Leine unter Schutz. Der Bereich der verlandeten Flussschleife ist überwiegend von Wald auf feuchtem Standort geprägt. Daneben sind noch Auwaldrelikte zu finden. Trockenere Standorte sind teilweise mit Eichen-Hainbuchen- und Buchen-Eichen-Mischwald mit einem hohen Altholzanteil bestanden.
Die Bereiche zwischen den bewaldeten Zonen werden ackerbaulich genutzt.

## Naturschutz
Das Gebiet steht seit dem 5. April 1931 unter Naturschutz. Zuständige untere Naturschutzbehörde ist die Region Hannover.
Ziel von Naturschutzmaßnahmen ist die Umwandlung von Ackerflächen in extensiv bewirtschaftetes Grünland sowie der Erhalt und die Entwicklung von naturnahem Auwald mit hohem Altholzanteil an Stelle von standortfremden Hybridpappel- und Nadelholzbeständen. In Bruchwäldern wie dem Sundern besteht die Gefahr von schleichenden Naturflächenverlusten durch Grundwasserabsenkung.

## Mausoleum

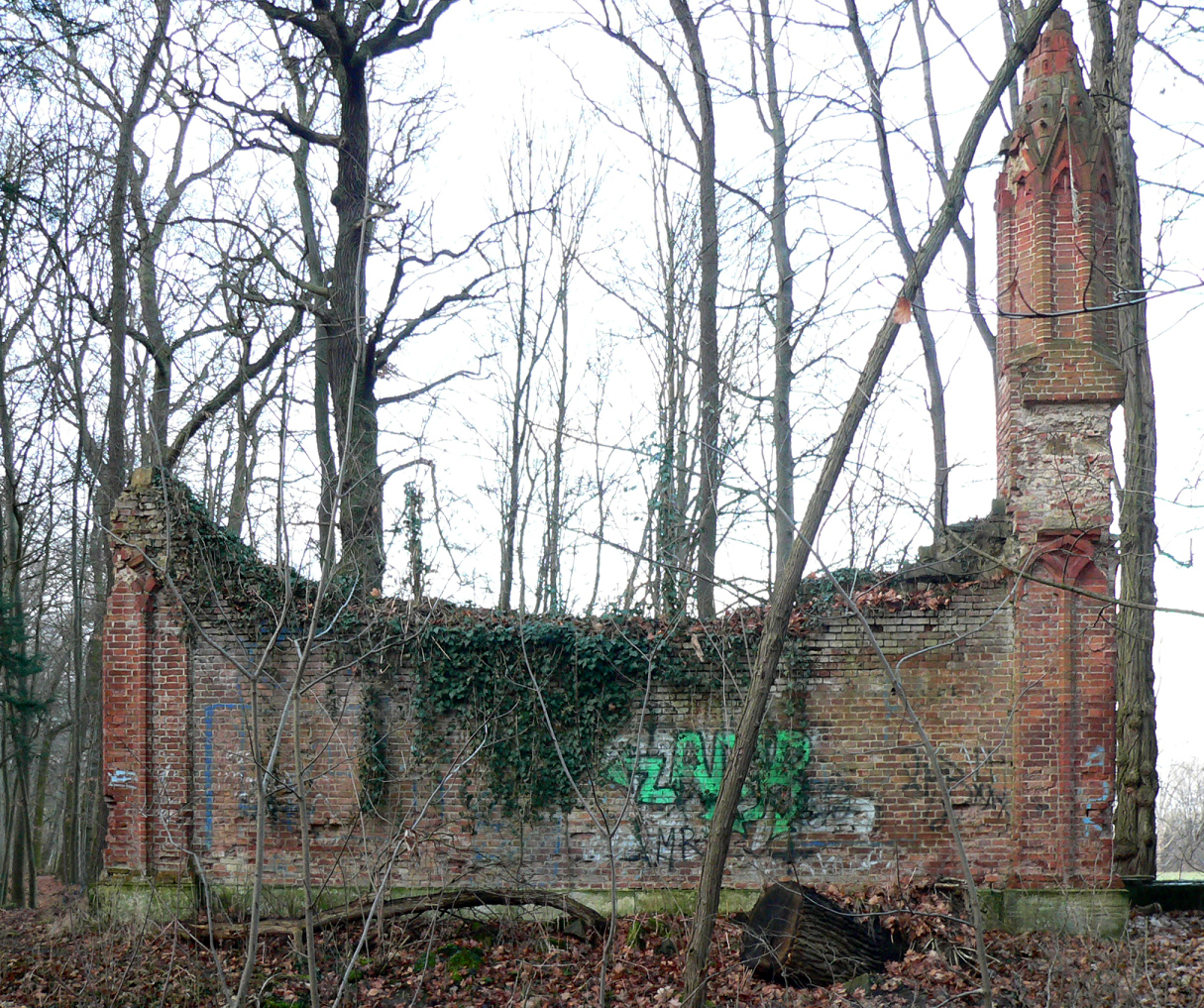
Die Ruine des Mausoleums für Carl von Alten

Nach dem Tod des hannoversch-britischen Generals und Staatsmanns Carl von Alten entstand für ihn 1842 das Mausoleum Graf Carl von Alten bei Wilkenburg, heute im Naturschutzgebiet Sundern gelegen. Es wurde vom königlich-hannoverschen Hofbaumeister Georg Ludwig Friedrich Laves entworfen und vom Architekten Conrad Wilhelm Hase fertiggemauert. Das Mausoleum gilt heute als der erste Backsteinbau der Neugotik in Norddeutschland. Das Gebäude zerfiel im Lauf der Zeit zur Ruine. 1987 gründete sich ein Verein zur Rettung des Mausoleums.